# Potočani (gmina Prnjavor)
Potočani (cyr. Поточани) – wieś w Bośni i Hercegowinie, w Republice Serbskiej, w gminie Prnjavor. W 2013 roku liczyła 842 mieszkańców.